# 라이트 노벨 계열 레이블 목록
이 문서에서는 라이트 노벨 계열 레이블 목록을 나열한다.

## 주요 레이블 목록

### 문고

#### 대한민국
- NT 노벨
- 이슈 노벨즈
- 익스트림 노벨
- 메이퀸 노벨
- 파우스트 노벨
- 북 홀릭
- 제이노블
- 윙크 노벨
- 시드노벨
- L 노벨
- 디라이트 노벨
- M 노벨
- Y 노벨
- 소미 문고
- 엔픽문고
- 노블엔진
- AK 노벨
- S 노벨
- 루트노벨

#### 일본
아스키 미디어 웍스
- 전격 문고
- 전격 게임 문고

가도카와 쇼텐
- 가도카와 스니커 문고
- 가도카와 루비 문고

후지미 쇼보
- 후지미 판타지아 문고
- 후지미 드래곤북
- 후지미 미스터리 문고

미디어 팩토리
- MF문고 J

소프트뱅크 크리에이티브
- GA 문고

쇼가쿠간
- 가가가 문고
- 루루루 문고

하비 재팬
- HJ 문고

이치진샤
- 이치진샤 문고
- 이치진샤 문고 아이리스

슈에이샤
- 슈퍼 대시 문고
- 코발트 문고

### 신서, 하드커버
아사히 신문 출판사
- 아사히 노벨즈
- 소노라마 노벨러스

아스키 미디어 웍스 (구 미디어 웍스)
- 전격 단행본

겐토샤
- 환랑 판타지아 노벨즈

고단샤
- 고단샤 BOX

코나미 디지털 엔터테인먼트
- 코나미 노벨즈

슈에이샤
- 점프 제이 북스

스퀘어 에닉스 (구 에닉스)
- 강강 노벨즈

도쿠마 쇼텐
- 도쿠마・노벨즈Edge

후지미 쇼보
- style-F

막그가덴
- 막그가덴 노벨즈

## 휴간 중 레이블
- ★는 신서, 하드커버.

아사히 소노라마
- 소노라마 문고NEXT
- 펌프 킹 문고

어스펙트
- 패미통 게임 문고
- 로그아웃 모험 문고
- 로그아웃 문고

스퀘어 에닉스구 에닉스)
- 에닉스 문고
- EX 노벨즈★
- 스퀘어 에닉스 노벨즈★

가쿠슈겐큐샤
- 레몬 문고

가도카와 쇼텐
- 가도카와 스니커 G 문고
- 뉴타입 노벨즈★

고단샤
- 고단샤X문고 틴즈 하트

고후샤 출판
- 아르고 문고

서클 출판
- 서클 문고

슈에이샤
- 코발트 문고 핑키
- 슈퍼 판타지 문고

쇼가쿠간
- 캠버즈 문고
- 슈퍼 퀘스트 문고
- 팔레트 문고

신세이샤
- 게메스트 Z문고

소니 매거진
- 소니 매거인 문고AX

다이류쿠 쇼보
- 다이류쿠 네오 판타지 문고

다케 쇼보
- 감마 문고
- 제타 문고

도쿠마 쇼텐
- 도쿠마 문고 파스텔

하쿠센샤
- 하쿠센샤 My문고

아스키 미디어 웍스
- 전격 G's문고

리프 출판
- ZIGZAG NOVELS★

## 라이트 노벨 잡지
- 더 스니커 (가도카와 쇼텐)
- 전격 문고 MAGAZINE (아스키 미디어 웍스, 전격hp를 계승)
- 드래곤 매거진 (후지미 쇼보)
- 캐러노! (구・Novel JAPAN, 호비 재팬)
- 코발트 (슈에이샤)
- 파우스트 (슈에이샤)
- GA 매거진 (소프트뱅크 크리에이티브)

## 같이 보기
- 쥬브 나일 포르노
- 보이 즐럽
- 라이트 노벨 삽화가 목록
- 라이트 노벨 작가 목록
- 문고본 목록